# Willem Jacobus Eijk
Willem Jacobus Eijk ("Wim" Eijk -sinh 1953) là một Hồng y người Hà Lan của Giáo hội Công giáo Rôma. Ông hiện đảm nhận cương vị Tổng giám mục chính tòa Tổng giáo phận Utrecht và Hồng y đẳng Linh muc Nhà thờ San Callisto. Ngoài các hoạt động tôn giáo, ông còn sở hữu hai văn bằng Tiến sĩ về Y học và Triết học, ông còn là một chuyên gia về đạo đức y khoa.

## Tiểu sử
Hồng y Eijk sinh ngày 22 tháng 6 năm 1953 tại Duivendrecht, Hà Lan. Sau quá trình tu học, ngày 1 tháng 6 năm 1985, ông được thụ phong chức linh mục bởi Giám mục Joannes Baptist Matthijs Gijsen, Giám mục chính tòa Giáo phận Roermond. Tân linh mục cũng là thành viên linh mục đoàn Giáo phận này.
Ông nghiên cứu y khoa và có bằng tiến sĩ trong nghiên cứu sinh học y học và trong triết học. Ông đã dạy đạo đức và thần học luân lí và phục vụ trong ban chấp hành hiệp hội bác sĩ chống phá thai và chống lại việc gây cái chết êm ái cho bệnh nhân ở Hà Lan. Ông là đồng sáng lập và chủ tịch một hiệp hội tổ chức các hội nghị và ấn phẩm về đạo đức y khoa. Từ năm 1997 đến năm 2000, ông là thành viên của Ủy ban Thần học Quốc tế. Wim Eijk, với nền tảng y khoa sẵn có của mình, đã hoàn thành luận văn về vấn đề gây chết êm dịu và vấn đề di truyền.
Ngày 17 tháng 7 năm 1999, Tòa Thánh loan tin bổ nhiệm linh mục Willem Jacobus Eijk làm Giám mục chính tòa Giáo phận Groningen. Lễ tấn phong cho vị tân chức được cử hành sau đó vào ngày 6 tháng 11 cùng năm, bởi các vị cử hành nghi thức bao gồm: Adrianus Johannes Simonis, Tổng giám mục Tổng giáo phận Utrecht. Hai giám mục phụ phong Franciscus Jozef Maria Wiertz, Giám mục Roermond và Sergio Lasam Utleg, Giám mục Giáo phận Ilagan, Philipines. Tân giám mục chọn khẩu hiệu:Noli recusare laborem. Ngày 26 tháng 11 năm 2005, Giáo phận Groningen đổi tên thành Giáo phận Groningen–Leeuwarden, ông cũng mang tước vị chính tòa giáo phận này.
Ngày 11 tháng 12 năm 2007, Tòa Thánh thăng giám mục Eijk làm Tổng giám mục Utrecht. Ông đã đến nhậm chức vào ngày 26 tháng 1 năm 2008. Trong Công nghị Hồng y 2012 được cử hành ngày 18 tháng 2, Giáo hoàng Biển Đức XVI vinh thăng tổng giám mục Eijk tước vị Hồng y Nhà thờ San Callisto. Ông đã đến nhận nhà thờ hiệu tòa của mình ngày 17 tháng 5 sau đó.
Ông đã tham dự Đại hội đồng bất thường của Thượng Hội đồng Giám mục lần thứ III (tháng 10 năm 2014) về những thách thức mục vụ của gia đình trong bối cảnh Phúc âm hóa và Đại hội đồng Thường thường XIV về ơn gọi và sứ mệnh của gia đình trong Giáo hội và Thế giới đương đại (Tháng 10 năm 2015).
Ông được biết đến như là một người bảo thủ, với quan điểm cực đoan chống phá thai và đồng tính luyến ái. Ông đã mô tả đồng tính luyến ái là "rối loạn phát triển thần kinh" và nói rằng tất cả những người đồng tính, bất kể tôn giáo là gì, "cần chăm sóc mục vụ".